# NBA 50-års Jubilæumshold
NBA 50-års Jubilæumshold, også kaldet som 50 Bedste Spillere i NBA Historien eller bare NBA's Top 50, var en liste af de 50 bedste spillere i NBA-ligaens historie, som blev valgt i 1996 for at fejre ligaens 50 års jubilæum.
NBA 50 var tredje gang at ligaens lavede en sådan liste, da de også gjorde det for deres 25- og 35-års jubilæum. En ny liste blev lavet i 2021, ved ligaens 75-års jubilæum.
Listen blev lavet af medieeksperter samt daværende og tidligere spillere, trænere, general managers og sportsdirektører.

## Listen
| Kursiv   | Angiver at spilleren stadig var aktiv i NBA da listen blev lavet.                    | Angiver at spilleren stadig var aktiv i NBA da listen blev lavet.                    | Angiver at spilleren stadig var aktiv i NBA da listen blev lavet.                    | Angiver at spilleren stadig var aktiv i NBA da listen blev lavet.                    | Angiver at spilleren stadig var aktiv i NBA da listen blev lavet.                    |
| All-Star | Angiver antal gange spilleren er blevet udtaget til All-Star kampen                  | Angiver antal gange spilleren er blevet udtaget til All-Star kampen                  | Angiver antal gange spilleren er blevet udtaget til All-Star kampen                  | Angiver antal gange spilleren er blevet udtaget til All-Star kampen                  | Angiver antal gange spilleren er blevet udtaget til All-Star kampen                  |
| All-NBA  | Angiver antal gange spilleren er blevet valgt til et All-NBA hold.                   | Angiver antal gange spilleren er blevet valgt til et All-NBA hold.                   | Angiver antal gange spilleren er blevet valgt til et All-NBA hold.                   | Angiver antal gange spilleren er blevet valgt til et All-NBA hold.                   | Angiver antal gange spilleren er blevet valgt til et All-NBA hold.                   |
| HoF      | Angiver hvilket år spillere blev indsat i Naismith Memorial Basketball Hall of Fame. | Angiver hvilket år spillere blev indsat i Naismith Memorial Basketball Hall of Fame. | Angiver hvilket år spillere blev indsat i Naismith Memorial Basketball Hall of Fame. | Angiver hvilket år spillere blev indsat i Naismith Memorial Basketball Hall of Fame. | Angiver hvilket år spillere blev indsat i Naismith Memorial Basketball Hall of Fame. |
| G        | Guard                                                                                | F                                                                                    | Forward                                                                              | C                                                                                    | Center                                                                               |
| Pos      | Position                                                                             | Pts                                                                                  | Point                                                                                | Reb                                                                                  | Rebounds                                                                             |
| Ast      | Assist                                                                               | MVP                                                                                  | Most Valuable Player                                                                 | Most Valuable Player                                                                 | Most Valuable Player                                                                 |

Alle statistiker er korrekte per slutningen af 2010-11 sæsonen, hvilke var den sidste sæson en spiller på listen spillede i NBA.
| Spiller             | Hold spillet for | Pos | Pts    | Reb    | Ast    | Mesterskab(er)                                                        | MVP                                    | All-Star | All-NBA | HoF  |
| ------------------- | --- | --- | ------ | ------ | ------ | --------------------------------------------------------------------- | -------------------------------------- | -------- | ------- | ---- |
| Kareem Abdul-Jabbar | Milwaukee Bucks (1969–1975) Los Angeles Lakers (1975–1989) | C   | 38.387 | 17.440 | 5.660  | 6 (1971, 1980, 1982, 1985, 1987, 1988)                                | 6 (1971, 1972, 1974, 1976, 1977, 1980) | 19       | 15      | 1995 |
| Nate Archibald      | Cincinnati Royals / Kansas City-Omaha / Kansas City Kings (1970–1976) New York Nets (1976–1977) Boston Celtics (1978–1983) Milwaukee Bucks (1983–1984)                                                         | G   | 16.481 | 2.046  | 6.476  | 1 (1981)                                                              | Ingen                                  | 6        | 5       | 1991 |
| Paul Arizin         | Philadelphia Warriors (1950–1952, 1954–1962) | F   | 16.266 | 6.129  | 1.665  | 1 (1956)                                                              | Ingen                                  | 10       | 4       | 1978 |
| Charles Barkley     | Philadelphia 76ers (1984–1992) Phoenix Suns (1992–1996) Houston Rockets (1996–2000) | F   | 23.757 | 12.546 | 4.215  | Ingen                                                                 | 1 (1993)                               | 11       | 11      | 2006 |
| Rick Barry          | San Francisco / Golden State Warriors (1965–1967, 1972–1978) Houston Rockets (1978–1980) | F   | 18.395 | 5.168  | 4.017  | 1 (1975)                                                              | Ingen                                  | 8        | 6       | 1987 |
| Elgin Baylor        | Minneapolis / Los Angeles Lakers (1958–1971) | F   | 23.149 | 11.463 | 3.650  | Ingen                                                                 | Ingen                                  | 11       | 10      | 1977 |
| Dave Bing           | Detroit Pistons (1966–1975) Washington Bullets (1975–1977) Boston Celtics (1977–1978) | G   | 18.327 | 3.420  | 5.397  | Ingen                                                                 | Ingen                                  | 7        | 3       | 1990 |
| Larry Bird          | Boston Celtics (1979–1992) | F   | 21.791 | 8.974  | 5.695  | 3 (1981, 1984, 1986)                                                  | 3 (1984, 1985, 1986)                   | 12       | 10      | 1998 |
| Wilt Chamberlain    | Philadelphia / San Francisco Warriors (1959–1965) Philadelphia 76ers (1965–1968) Los Angeles Lakers (1968–1973)                                                                                                | C   | 31.419 | 23.924 | 4.643  | 2 (1967, 1972)                                                        | 4 (1960, 1966, 1967, 1968)             | 13       | 10      | 1979 |
| Bob Cousy           | Boston Celtics (1950–1963) Cincinnati Royals (1969–1970) | G   | 16.960 | 4.786  | 6.955  | 6 (1957, 1959, 1960, 1961, 1962, 1963)                                | 1 (1957)                               | 13       | 12      | 1971 |
| Dave Cowens         | Boston Celtics (1970–1980) Milwaukee Bucks (1982–1983) | C   | 13.516 | 10.444 | 2.910  | 2 (1974, 1976)                                                        | 1 (1973)                               | 7        | 3       | 1991 |
| Billy Cunningham    | Philadelphia 76ers (1965–1972, 1974–1976) | F   | 13.626 | 6.638  | 2.625  | 1 (1967)                                                              | Ingen                                  | 5        | 4       | 1986 |
| Dave DeBusschere    | Detroit Pistons (1962–1968) New York Knicks (1968–1974) | F   | 14.053 | 9.618  | 2.497  | 2 (1970, 1973)                                                        | Ingen                                  | 8        | 1       | 1983 |
| Clyde Drexler       | Portland Trail Blazers (1983–1995) Houston Rockets (1995–1998) | G   | 22.195 | 6.677  | 6.125  | 1 (1995)                                                              | Ingen                                  | 10       | 5       | 2004 |
| Julius Erving       | Philadelphia 76ers (1976–1987) | F   | 18.364 | 5.601  | 3.224  | 1 (1983)                                                              | 1 (1981)                               | 11       | 7       | 1993 |
| Patrick Ewing       | New York Knicks (1985–2000) Seattle SuperSonics (2000–2001) Orlando Magic (2001–2002) | C   | 24.815 | 11.607 | 2.215  | Ingen                                                                 | Ingen                                  | 11       | 7       | 2008 |
| Walt Frazier        | New York Knicks (1967–1977) Cleveland Cavaliers (1977–1980) | G   | 15.581 | 4.830  | 5.040  | 2 (1970, 1973)                                                        | Ingen                                  | 7        | 6       | 1987 |
| George Gervin       | San Antonio Spurs (1976–1985) Chicago Bulls (1985–1986) | G   | 20.708 | 3.607  | 2.214  | Ingen                                                                 | Ingen                                  | 9        | 7       | 1996 |
| Hal Greer           | Syracuse Nationals / Philadelphia 76ers (1958–1973) | G   | 21.586 | 5.665  | 4.540  | 1 (1967)                                                              | Ingen                                  | 10       | 7       | 1982 |
| John Havlicek       | Boston Celtics (1962–1978) | F/G | 26.395 | 8.007  | 6.114  | 8 (1963, 1964, 1965, 1966, 1968, 1969, 1974, 1976)                    | Ingen                                  | 13       | 11      | 1984 |
| Elvin Hayes         | San Diego / Houston Rockets (1968–1972, 1981–1984) Baltimore / Capital / Washington Bullets (1972–1981) | F/C | 27.313 | 16.279 | 2.398  | 1 (1978)                                                              | Ingen                                  | 12       | 6       | 1990 |
| Magic Johnson       | Los Angeles Lakers (1979–1991, 1996) | G   | 17.707 | 6.559  | 10.141 | 5 (1980, 1982, 1985, 1987, 1988)                                      | 3 (1987, 1989, 1990)                   | 12       | 10      | 2002 |
| Sam Jones           | Boston Celtics (1957–1969) | G   | 15.411 | 4.305  | 2.209  | 10 (1959, 1960, 1961, 1962, 1963, 1964, 1965, 1966, 1968, 1969)       | Ingen                                  | 5        | 3       | 1984 |
| Michael Jordan      | Chicago Bulls (1984–1993, 1995–1998) Washington Wizards (2001–2003) | G   | 32.292 | 6.672  | 5.633  | 6 (1991, 1992, 1993, 1996, 1997, 1998)                                | 5 (1988, 1991, 1992, 1996, 1998)       | 14       | 11      | 2009 |
| Jerry Lucas         | Cincinnati Royals (1963–1969) San Francisco Warriors (1969–1971) New York Knicks (1971–1974) | F   | 14.053 | 12.942 | 2.732  | 1 (1973)                                                              | Ingen                                  | 7        | 5       | 1980 |
| Karl Malone         | Utah Jazz (1985–2003) Los Angeles Lakers (2003–2004) | F   | 36.928 | 14.968 | 5.248  | Ingen                                                                 | 2 (1997, 1999)                         | 14       | 14      | 2010 |
| Moses Malone        | Buffalo Braves (1976) Houston Rockets (1976–1982) Philadelphia 76ers (1982–1986, 1993–1994) Washington Bullets (1986–1988) Atlanta Hawks (1988–1991) Milwaukee Bucks (1991–1993) San Antonio Spurs (1994–1995) | C   | 27.409 | 16.212 | 1.796  | 1 (1983)                                                              | 3 (1979, 1982, 1983)                   | 12       | 8       | 2001 |
| Pete Maravich       | Atlanta Hawks (1970–1974) New Orleans / Utah Jazz (1974–1980) Boston Celtics (1980) | G   | 15.948 | 2.747  | 3.563  | Ingen                                                                 | Ingen                                  | 5        | 4       | 1987 |
| Kevin McHale        | Boston Celtics (1980–1993) | F   | 17.335 | 7.122  | 1.670  | 3 (1981, 1984, 1986)                                                  | Ingen                                  | 7        | 1       | 1999 |
| George Mikan        | Minneapolis Lakers (1948–1954, 1955–1956) | C   | 10.156 | 4.167  | 1.245  | 5 (1949, 1950, 1952, 1953, 1954)                                      | Ingen                                  | 4        | 6       | 1959 |
| Earl Monroe         | Baltimore Bullets (1967–1971) New York Knicks (1971–1980) | G   | 17.454 | 2.796  | 3.594  | 1 (1973)                                                              | Ingen                                  | 4        | 1       | 1990 |
| Hakeem Olajuwon     | Houston Rockets (1984–2001) Toronto Raptors (2001–2002) | C   | 26.946 | 13.748 | 3.058  | 2 (1994, 1995)                                                        | 1 (1994)                               | 12       | 12      | 2008 |
| Shaquille O'Neal    | Orlando Magic (1992–1996) Los Angeles Lakers (1996–2004) Miami Heat (2004–2008) Phoenix Suns (2008–2009) Cleveland Cavaliers (2009–2010) Boston Celtics (2010–2011)                                            | C   | 28.596 | 13.099 | 3.026  | 4 (2000, 2001, 2002, 2006)                                            | 1 (2000)                               | 15       | 14      | 2016 |
| Robert Parish       | Golden State Warriors (1976–1980) Boston Celtics (1980–1994) Charlotte Hornets (1994–1996) Chicago Bulls (1996–1997)                                                                                           | C   | 23.334 | 14.715 | 2.180  | 4 (1981, 1984, 1986, 1997)                                            | Ingen                                  | 9        | 2       | 2003 |
| Bob Pettit          | Milwaukee / St. Louis Hawks (1954–1965) | F   | 20.880 | 12.849 | 2.369  | 1 (1958)                                                              | 2 (1956, 1959)                         | 11       | 11      | 1971 |
| Scottie Pippen      | Chicago Bulls (1987–1998, 2003–2004) Houston Rockets (1999) Portland Trail Blazers (1999–2003) | F   | 18.940 | 7.494  | 6.135  | 6 (1991, 1992, 1993, 1996, 1997, 1998)                                | Ingen                                  | 7        | 7       | 2010 |
| Willis Reed         | New York Knicks (1964–1974) | C/F | 12.183 | 8.414  | 1.186  | 2 (1970, 1973)                                                        | 1 (1970)                               | 7        | 5       | 1982 |
| Oscar Robertson     | Cincinnati Royals (1960–1970) Milwaukee Bucks (1970–1974) | G   | 26.710 | 7.804  | 9.887  | 1 (1971)                                                              | 1 (1964)                               | 12       | 11      | 1980 |
| David Robinson      | San Antonio Spurs (1989–2003) | C   | 20.790 | 10.497 | 2.441  | 2 (1999, 2003)                                                        | 1 (1995)                               | 10       | 10      | 2009 |
| Bill Russell        | Boston Celtics (1956–1969) | C   | 14.522 | 21.620 | 4.100  | 11 (1957, 1959, 1960, 1961, 1962, 1963, 1964, 1965, 1966, 1968, 1969) | 5 (1958, 1961, 1962, 1963, 1965)       | 12       | 11      | 1975 |
| Dolph Schayes       | Syracuse Nationals / Philadelphia 76ers (1949–1964) | F   | 18.438 | 11.256 | 3.072  | 1 (1955)                                                              | Ingen                                  | 12       | 12      | 1973 |
| Bill Sharman        | Washington Capitols (1950–1951) Boston Celtics (1951–1961) | G   | 12.665 | 2.779  | 2.101  | 4 (1957, 1959, 1960, 1961)                                            | Ingen                                  | 8        | 7       | 1976 |
| John Stockton       | Utah Jazz (1984–2003) | G   | 19.711 | 4.051  | 15.806 | Ingen                                                                 | Ingen                                  | 10       | 11      | 2009 |
| Isiah Thomas        | Detroit Pistons (1981–1994) | G   | 18.822 | 3.478  | 9.061  | 2 (1989, 1990)                                                        | Ingen                                  | 12       | 5       | 2000 |
| Nate Thurmond       | San Francisco / Golden State Warriors (1963–1974) Chicago Bulls (1974–1975) Cleveland Cavaliers (1975–1977) | C   | 14.437 | 14.464 | 2.575  | Ingen                                                                 | Ingen                                  | 7        | 0       | 1985 |
| Wes Unseld          | Baltimore / Capital / Washington Bullets (1968–1981) | C   | 10.624 | 13.769 | 3.822  | 1 (1978)                                                              | 1 (1969)                               | 5        | 1       | 1988 |
| Bill Walton         | Portland Trail Blazers (1974–1978) San Diego / Los Angeles Clippers (1980,1982–1985) Boston Celtics (1985–1987)                                                                                                | C   | 6.215  | 4.923  | 1.590  | 2 (1977, 1986)                                                        | 1 (1978)                               | 2        | 2       | 1993 |
| Jerry West          | Los Angeles Lakers (1960–1974) | G   | 25.192 | 5.366  | 6.238  | 1 (1972)                                                              | Ingen                                  | 14       | 12      | 1980 |
| Lenny Wilkens       | St. Louis Hawks (1960−1968) Seattle SuperSonics (1968–1972) Cleveland Cavaliers (1972–1974) Portland Trail Blazers (1974–1975)                                                                                 | G   | 17.772 | 5.030  | 7.211  | Ingen                                                                 | Ingen                                  | 9        | 0       | 1989 |
| James Worthy        | Los Angeles Lakers (1982–1994) | F   | 16.320 | 4.708  | 2.791  | 3 (1985, 1987, 1988)                                                  | Ingen                                  | 7        | 2       | 2003 |

## Top 10 trænere nogensinde
Ved siden af kåringen af de bedste 50 spillere, blev de 10 bedste trænere i NBAs historie også kåret.
| Træner        | Hold trænet | Kampe vundet-tabt (procent) | Mesterskab(er)                                                        | Årets Træner         | HoF  |
| ------------- | --- | --------------------------- | --------------------------------------------------------------------- | -------------------- | ---- |
| Red Auerbach  | Washington Capitols (1946–1949) Tri-Cities Blackhawks (1949–1950) Boston Celtics (1950–1966) | 938–479 (.662)              | 9 (1957, 1959, 1960, 1961, 1962, 1963, 1964, 1965, 1966)              | 1 (1965)             | 1969 |
| Chuck Daly    | Cleveland Cavaliers (1982) Detroit Pistons (1983–1992) New Jersey Nets (1992–1994) Orlando Magic (1997–1999)                                                                                    | 638–437 (.593)              | 2 (1989, 1990)                                                        | Ingen                | 1994 |
| Bill Fitch    | Cleveland Cavaliers (1970–1979) Boston Celtics (1979–1983) Houston Rockets (1983–1988) New Jersey Nets (1989–1992) Los Angeles Clippers (1994–1998)                                             | 944–1106 (.460)             | 1 (1981)                                                              | 2 (1976, 1980)       | 2019 |
| Red Holzman   | Milwaukee / St. Louis Hawks (1954–1956) New York Knicks (1967–1982) | 696–604 (.535)              | 2 (1970, 1973)                                                        | 1 (1970)             | 1986 |
| Phil Jackson  | Chicago Bulls (1989–1998) Los Angeles Lakers (1999–2004, 2005–2011) | 1155–485 (.704)             | 11 (1991, 1992, 1993, 1996, 1997, 1998, 2000, 2001, 2002, 2009, 2010) | 1 (1996)             | 2007 |
| John Kundla   | Minneapolis Lakers (1948–1959) | 423–302 (.583)              | 5 (1949, 1950, 1952, 1953, 1954)                                      | Ingen                | 1995 |
| Don Nelson    | Milwaukee Bucks (1976–1987) Golden State Warriors (1988–1995, 2006–2010) New York Knicks (1995–1996) Dallas Mavericks (1997–2005)                                                               | 1335–1063 (.557)            | Ingen                                                                 | 3 (1983, 1985, 1992) | 2012 |
| Jack Ramsay   | Philadelphia 76ers (1968–1972) Buffalo Braves (1972–1976) Portland Trail Blazers (1976–1986) Indiana Pacers (1986–1988)                                                                         | 864–783 (.525)              | 1 (1977)                                                              | Ingen                | 1992 |
| Pat Riley     | Los Angeles Lakers (1981–1990) New York Knicks (1991–1995) Miami Heat (1995–2003, 2005–2008) | 1210–694 (.636)             | 5 (1982, 1985, 1987, 1988, 2006)                                      | 3 (1990, 1993, 1997) | 2008 |
| Lenny Wilkens | Seattle SuperSonics (1969–1972, 1977–1985) Portland Trail Blazers (1974–1976) Cleveland Cavaliers (1986–1993) Atlanta Hawks (1993–2000) Toronto Raptors (2000–2003) New York Knicks (2004–2005) | 1332–1155 (.536)            | 1 (1979)                                                              | 1 (1994)             | 1998 |